# Blybandbrokvecklare
Blybandbrokvecklare (Capricornia boisduvaliana) är en fjärilsart som beskrevs av Philogène Auguste Joseph Duponchel 1836. Blybandbrokvecklare ingår i släktet Capricornia och familjen vecklare. Enligt den finländska rödlistan är arten akut hotad i Finland. Artens livsmiljö är torra gräsmarker. Inga underarter finns listade i Catalogue of Life.